# 九江太古洋行旧址
九江太古洋行旧址位于中国江西省九江市浔阳区滨江路37号（原九江港医院），原是英商太古洋行（John Swire & Sons Ltd.）在九江分支机构的办公楼。
1872年，太古洋行由原本主要经营丝、茶出口业务，转向航运等业务，开辟上海到汉口的长江航线，九江是中途的重要停泊港。太古洋行的实力常居中外各轮船公司的首位。1875年，太古洋行在九江英租界今滨江路37号租买地皮，设立分公司，建造码头、仓库及办公楼。办公楼在太古洋行的两座码头对面，包括主楼和附楼，均为西式红铁皮瓦陡坡顶建筑，设有老虎窗及壁炉烟囱，主楼外墙用细鹅卵石装饰，附楼为红砖清水墙，二者以内廊相连，上下共有大小房20间。太古洋行的仓库和网球场位于此楼西南20米，已被房产开发商拆除开发。
1926年12月26日，北伐军攻占九江后，九江外资机构的码头工人，举行了一个多月的大罢工，使英商太古、怡和的业务处于瘫痪状态。1927年1月6日，又发生群众冲击英租界的行动。1927年3月15日，英国政府将九江英租界交还中国。1954年，太古洋行在中國大陸的業務宣告結束。
2004年12月15日，九江太古洋行旧址公布为第三批九江市文物保护单位。